# Szén-dioxid-leválasztás és -tárolás
A szén-dioxid-leválasztás és -tárolás (angol rövidítése: CCS; Carbon Capture and Storage) a fosszilis tüzelőanyagot használó hőerőművek szén-dioxid (CO2) kibocsátásának csökkentését szolgáló egyik módszer. A CSS eljárással a hőerőművekben keletkező füstgázból vegyi eljárással kiválasztják a szén-dioxidot, majd azt egy geológiai képződmény alkotta tárolóba sajtolják. A CSS módszerrel mintegy 80–90%-kal csökkenthető a hőerőművek szén-dioxid-emissziója. Hátrányos tulajdonsága azonban, hogy az eljárás energiaigényes, a szén-dioxid-leválasztó berendezés csökkenti a hőerőmű hatásfokát, és a hosszú távú föld, vagy óceán alatti biztonságos tárolás sem kidolgozott.  Az első ipari méretekben működő CSS eljárást használó hőerőművi blokkot 2008 szeptemberében helyezik üzembe a németországi Sprembergben.